# Kölsjön (Orsa socken, Dalarna)
Kölsjön är en sjö i Orsa kommun i Dalarna och ingår i Dalälvens huvudavrinningsområde. Sjön har en area på 0,287 kvadratkilometer och ligger 373,9 meter över havet. Sjön avvattnas av vattendraget Finnsjöån. Vid provfiske har bland annat abborre, bäckröding, elritsa och lake fångats i sjön.

## Delavrinningsområde
Kölsjön ingår i det delavrinningsområde (680294-145239) som SMHI kallar för Inloppet i Költjärnen. Medelhöjden är 431 meter över havet och ytan är 9,15 kvadratkilometer. Det finns inga avrinningsområden uppströms utan avrinningsområdet är högsta punkten. Finnsjöån som avvattnar avrinningsområdet har biflödesordning 3, vilket innebär att vattnet flödar genom totalt 3 vattendrag innan det når havet efter 411 kilometer. Avrinningsområdet består mestadels av skog (88 procent). Avrinningsområdet har 0,35 kvadratkilometer vattenytor vilket ger det en sjöprocent på 3,8 procent.

## Fisk
Vid provfiske har följande fisk fångats i sjön:
- Abborre
- Bäckröding
- Elritsa
- Lake
- Röding
- Öring